# Just Let Him Go
Just Let Him Go är den svenska rockgruppen The Maharajas andra 7" vinyl-singel, utgiven 2015 av Moody Monkey Records (Tyskland). 

## Låtlista
Sida A
1. ”Just Let Him Go” (Lindberg) – 3:06

Sida B
1. ”Tell Me” (Guttormsson) – 2:36

## Medverkande
The Maharajas
- Jens Lindberg – gitarr, sång, bakgrundssång
- Ulf Guttormsson – basgitarr, bakgrundssång
- Mathias Lilja – gitarr, sång, orgel
- Jesper Karlsson – trummor, percussion